# Walentin Bystrow
Walentin Aleksandrowicz Bystrow (ros. Валентин Александрович Быстров; ur. 6 kwietnia 1929 w Leningradzie, zm. 15 stycznia 2017 tamże) – radziecki hokeista, reprezentant ZSRR. Teoretyk, trener, sędzia hokejowy.

## Życiorys i kariera
Kariera zawodnicza
- SKIF Leningrad (1946-1950)
- Dinamo Leningrad (1950-1954)
- ODO Leningrad (1954-1955)
- Kirowiec Leningrad (1955-1961)

Podczas II wojny światowej brał udział w obronie oblężonego Leningradu. Po wojnie wstąpił do Instytutu Wychowania Fizycznego w rodzinnym mieście. Został zawodnikiem tamtejszej drużyny hokejowej SKIF (СКИФ, спортивный клуб института физкультуры – Klub Sportowy Instytutu Kultury Fizycznej). Występował w rozgrywkach mistrzostw ZSRR w barwach kilku klubów, łącznie rozgrywając 240 meczów i strzelając w nich 104 gole. Był także reprezentantem ZSRR na przełomie 1957/1958 jako pierwszy wychowanek z Leningrada. Uczestniczył w turnieju mistrzostw świata w 1958. W kadrze rozegrał 9 spotkań.
Kariera trenerska
- Kirowiec Leningrad (1961-1962)
- GKS Katowice (1968-1971)

Po zakończeniu kariery zawodniczej został trenerem hokejowym. Pracował z drużyną Kirowca oraz podjął pracę na macierzystej uczelni. Od 1968 do 1971 prowadził polski zespół GKS Katowice, po czym powrócił do pracy naukowej w Leningradzie.
Był także sędzią hokejowym i autorem podręczników.
Jego córka Inna Walentinowna Bystrowa, została docentem katedry gimnastyki.

## Sukcesy
Zawodnicze reprezentacyjne z ZSRR
- Srebrny medal mistrzostw świata: 1958
- Złoty medal mistrzostw Europy: 1958

Szkoleniowe z GKS Katowice
- Srebrny medal mistrzostw Polski: 1969
- Złoty medal mistrzostw Polski: 1970
- Brązowy medal mistrzostw Polski:
- Puchar Polski: 1970[3]

Wyróżnienia
- Zasłużony Mistrz Sportu ZSRR
- Zasłużony Mistrz Sportu Rosji

## Odznaczenia
- Medal „Za obronę Leningradu”
- Medal „Za ofiarną pracę w Wielkiej Wojnie Ojczyźnianej 1941–1945”
- Order „Za zasługi dla Ojczyzny” II stopnia (1996)